# Ташка (деревня)
Ташка — деревня в Кочёвском районе Пермского края. Входит в состав Кочёвского сельского поселения. Располагается южнее районного центра, села Кочёво, на левом берегу реки Коса. Расстояние до районного центра составляет 16 км. По данным Всероссийской переписи населения 2010 года, в деревне проживало 43 человека (19 мужчин и 24 женщины).

## История
По данным на 1 июля 1963 года, в деревне проживало 205 человек. До конца 1962 года населённый пункт входил в состав Сепольского сельсовета, а в 1963 году деревня вошла в состав Кочёвского сельсовета.